# Michael Cimino (regisseur)
Michael Cimino (New York, 3 februari 1939 – Beverly Hills, 2 juli 2016) was een Amerikaans filmregisseur. In 1979 won hij twee Oscars voor zijn film The Deer Hunter.

## Biografie
Cimino studeerde architectuur en dramakunsten. Zijn carrière als filmmaker begon als regisseur van enkele reclamefilmpjes en documentaires. Zelf schreef hij ook enkele scenario's, maar het was wachten tot 1974 voordat hij zijn grote debuut maakte in Hollywood. Acteur-regisseur Clint Eastwood gaf hem de kans om de film Thunderbolt and Lightfoot te draaien. De twee kenden elkaar via de film Magnum Force uit 1973. Eastwood, die de hoofdrol vertolkte, was onder de indruk van Cimino's scenario voor dit vervolg op Dirty Harry.
Het was wachten tot 1978 om de regisseur opnieuw aan het werk te zien. Cimino regisseerde The Deer Hunter, een dramafilm rond de Vietnamoorlog. Hij kon rekenen op grote namen zoals Robert De Niro, John Cazale, Meryl Streep, Christopher Walken (die een Oscar won voor zijn rol) en John Savage. In de Verenigde Staten werd de film een enorm succes, maar in Europa werd de film beschouwd als een nationalistische lofzang die slechts één versie van de oorlog toonde.
The Deer Hunter werd voor 9 Oscars genomineerd en won er uiteindelijk vijf, waaronder twee voor Cimino (Beste Regisseur, Beste Film).
Het succes van Cimino's laatste film werd ook opgemerkt door de filmstudio's. Voor zijn volgende project kreeg de regisseur een budget van meer dan 11 miljoen dollar. Hij filmde de western Heaven's Gate en kon opnieuw rekenen op enkele grote namen zoals Christopher Walken, Kris Kristofferson en John Hurt. Maar de oorspronkelijk goedkope western werd al gauw een financiële ramp. Cimino ging uiterst perfectionistisch te werk en ontsloeg wekelijks leden van de filmcrew. De drie uur durende film kon niet aan de verwachtingen voldoen en werd een commerciële flop, die uiteindelijk het einde van de studio United Artists inluidde. Velen beschouwen deze film ook als het einde van het New Hollywood-tijdperk.
In 1983 werd hij genoemd als regisseur voor de film The King of Comedy, waarin Robert De Niro de hoofdrol vertolkte. Uiteindelijk was het Martin Scorsese die de film voor zijn rekening nam. Twee jaar later draaide Cimino Year of the Dragon, gebaseerd op een scenario van Oliver Stone. Mickey Rourke werd de hoofdrolspeler in deze misdaadfilm die zich in Chinatown afspeelde.
Enkele jaren later verfilmde hij een scenario van de auteur van The Godfather, Mario Puzo. Deze film, The Sicilian, met Christopher Lambert in de hoofdrol werd een flop. Vele critici vroegen zich af of Cimino nog ooit het niveau van The Deer Hunter kon evenaren. Hij probeerde het in 1990, met opnieuw Rourke in de hoofdrol, maar ook Desperate Hours werd een flop, evenals The Sunchaser uit 1996, dat in alle anonimiteit uit de bioscoop verdween.
Cimino overleed in 2016 op 77-jarige leeftijd.

## Filmografie
- 1973: Thunderbolt and Lightfoot
- 1978: The Deer Hunter
- 1980: Heaven's Gate
- 1985: Year of the Dragon
- 1987: The Sicilian
- 1990: Desperate Hours
- 1996: The Sunchaser